# Терицану Василь Дмитрович
Василь Дмитрович Терицану (1945—2022) — український письменник, публіцист, поет та журналіст, представник румунської громади на північній Буковині, почесний член Румунської академії, президент Румунського культурного центру «Eudoxiu Hurmuzachi».

## Життєпис
Василь Терицану народився 1945 року. Після закінчення середньої школи навчався на філологічному факультеті Чернівецького університету, який закінчив 1972 року. Працював редактором газети Zorile Bucovinei (1969—1981), а потім на Київській радіостанції (1981—1991). У 1989 році разом з іншими чернівецькими румунськими письменниками заснував Товариство румунської культури «Міхай Емінеску». На парламентських виборах 1998 року висував свою кандидатуру за списком партії регіонів.
З 2000 року обіймав посаду президента культурного фонду «Casa Limbii Române» в Чернівцях та керівника ГО «Центру румунської культури ім. Євдоксія Гурмузакі», а також головного редактора ряду румунських газет в Чернівцях. Помер у серпні 2022 року. Чин прощання відбувся 10 серпня 2022 року в Свято-Духівському кафедральному соборі в Чернівцях.

## Громадська позиція
Відстоював права румунської меншини в Україні. Зокрема, був одним із підписантів у вересні 2017 року відкритого листа до Президента України Петра Порошенко, нарікаючи на неконституційність Закону «Про освіту».

## Творчість
Василь Терицану — автор понад 20 книжок. Його твори перекладені десятьма європейськими мовами. Був членом Національної спілки письменників України (з 1988 року), а також Молдови та Румунії.